# バットマン アーカム・ビギンズ
『バットマン アーカム・ビギンズ』（Batman: Arkham Origins）はワーナー・ブラザースが開発したゲームソフト。DCコミックスが刊行している人気コミック『バットマン』のゲーム作品。バットマン アーカム・シティの続編である。北米版は2013年10月25日、日本国内版は2013年12月5日に発売。
「バットマン アーカム・アサイラム」「バットマン アーカム・シティ」を踏襲したオープンワールドゲームである。

## 概要
アーカムシリーズ第三作。時系列的には最も古く、バットマンが活動を始めてからまだ２年半。警察からも敵視されている状態である。
クリスマスイブにブラックマスクから首に賞金を賭けられてしまい暗殺者に狙われることになったバットマンが暗殺者を倒し黒幕を倒す物語。

## キャラクター

### バットマンサイド
バットマン / ブルース・ウェイン
声 - ロジャー・クレイグ・スミス
ゴッサムシティで自警行為をするヒーロー。まだ活動し始めて2年しか経っておらず、警察と協力体制がなく、犯罪者達にもあまり名が知れ渡っていない。
アルフレッド・ペニーワース
声 - マーティン・ジャーヴィス
バットマンのサポートをするウェイン家の執事。
ジェームズ・ゴードン
声 - マイケル・ガフ
ゴッサム市警の警部であり数少ない汚職に手を染めていない警察官。バットマンをあくまで犯罪者として追うも、犯罪者との闘いの中で彼に対する態度を軟化させている。
バーバラ・ゴードン
声 - ケルシー・ランズドーン
ゴードン警部の娘。父とは違いバットマンを好意的に捉えている。警察署のデータバンクにてバットマンと出会う。

### ヴィラン
ジョーカー
声 - トロイ・ベイカー
ブラックマスクに扮し今回の暴動を引き起こした張本人。アーカムシリーズの時系列では本作でバットマンと初めて出会い、彼に対し執着を見せるようになった。警察に逮捕されたもののブラックゲート刑務所を乗っ取り再び暴動を起こしバットマンに人を殺めさせようとするが失敗し再び収監された。
ブラックマスク / ローマン・シオニス
声 - ブライアン・ブルーム
ギャングのボスであり元起業家。今回の暴動の首謀者で、バットマンに懸賞金を掛けようとしたのは事実であるが、実は物語の開始前にジョーカーに拘束され、部下の殆どにも離反されてしまった挙句、バットマン抹殺の計画そのものを乗っ取られてしまう事態になっていた。物語の中盤にて、初めてバットマンとジョーカーが開港し激突するどさくさに紛れる形でジョーカーの元から脱出し、逃走した。
その後、再びギャングのボスとして返り咲く為の準備中に、バットマンに居場所を発見される形で激突。最終的に敗北し逮捕される。
キラークロック / ウェイロン・ジョーンズ
声 - カリー・ペイトン
ブラックマスクに雇われた暗殺者の一人で、ブラックゲート刑務所からの脱走者。先天的皮膚病により肉体がワニのように変異している。アサイラムの十年前という事から、まだ人間の面影を多く残している。
作中冒頭における暴動中に脱走しようとするも、施設外に行く前にバットマンに追いつかれて激突。最終的に敗北し鎮圧される事になった。
デスストローク / スレイド・ウィルソン
声 - マーク・ロルストン
ブラックマスクに雇われた暗殺者の一人で、元軍人である隻眼の傭兵。失敗に終わった医薬品治験の被験者であるが、超人的な身体能力や戦闘能力を獲得している。
バットマンに敗れ警察に逮捕された後ブラックゲート刑務所に収監されるも、後にジョーカーが引き起こした暴動には興味が無い為に参加せず自主的な筋トレをしていた。
EDにてスーサイド・スクワッドにスカウトされている。
ファイアーフライ / ガーフィールド・リンズ
声 - クリスピン・フリーマン
ブラックマスクに雇われた暗殺者の一人で、全身の90％に火傷を負った元映画技師。背中に装備したジェットパックで飛行しながら軍用レベルの火炎放射器やナパーム弾を用いて街中に大規模な火災を起こそうとする危険人物。
部下達に時限爆弾を仕掛けさせて大規模な爆破を実行に移そうとするも、駆け付けたバットマンとの激突の末に敗れ、警察に逮捕された。
カッパーヘッド
声 - ローサ・サラザール
ブラックマスクに雇われた暗殺者の一人で、本名不明。報告書には男性と書かれているが、作中に登場しているのは女性で、同じ名を持った暗殺者が何人もいる模様。
バットマンに幻覚を見せる毒を打ち込んで翻弄するも、最終的に敗北。拘束された上でトレーラー内に閉じ込められ、警察に逮捕された。
デッドショット / フロイド・ロートン
声 - クリス・コックス
ブラックマスクに雇われた暗殺者の一人で、元軍人である優秀な狙撃手。暗殺者としての実力に関しては非常に高い半面、自殺願望に取り憑かれており、それ故に自らの命を全く顧みない無鉄砲さも目立つ。
バットマンを誘き寄せて抹殺しようと目論むも、逆に敗北してしまい、警察に逮捕された。
エレクトロキューショナー / レスター・プチンスキー
声 - スティーヴン・ブルーム
ブラックマスクに雇われた暗殺者の一人で、街のゴロツキ上がりである。大型船ファイナルオファーで行われている裏武闘大会の参加者で、電撃を発生させる籠手を使い戦う。ただし、それなりに実力はあるのだが、多くの修羅場を潜ってきたバットマンには全く通用しないレベルとなっている。
ファイナルオファーの闘技場でバットマンに一撃でノックアウトされた後に逃走するも、暗殺者の会合に出席した際には既にバットマンに敗れている自分の立場を弁えない形で正体を現したジョーカーに失礼な態度を見せた結果、彼の不興を買う形でビルから突き落とされ殺害されてしまう。なお、自身のグローブは特殊な電磁パルスが放たれる事から、それを辿る形でバットマンに拠点がバレてしまう失態まで犯している。
シヴァ / サンドラ・ウーサン
声 - ケリー・ヒュー
ブラックマスクに雇われた暗殺者の一人の女性。元キリギ師匠の弟子でブルースの兄弟子。
ラーズ・アル・グールの命令でバットマンに試練を課す。その裏で汚職警官を暗殺したり、クインシー・シャープと接触している。バットマンとの戦闘後、町を去った。
ベイン
声 - JB・ブラン
ブラックマスクに雇われた暗殺者の一人で、危険な薬物ヴェノムを投与する事で化け物じみた怪力を発揮する傭兵。しかし、本当の目的はバットマンがブルース・ウェインである事を突き止める事にあり、正体を確信した後にバットケイヴの存在するウェイン邸を襲撃した。
ヴェノムに代わる新たな薬物「TN-1」に手を出した結果、怪物のような身体に変貌するが、最終的に暴走した上にバットマンに敗れて気絶。その後警察に逮捕された。なお、TN-1を投与した反動によって、最終的にバットマンの正体に関しても忘れてしまった模様。
ペンギン / オズワルド・コブルポッド
声 - ニール・ネイピア
悪徳武器商人で大型船ファイナルオファーの所有者。
エニグマ / エドワード・ニグマ
声 - ウォーリー・ウィンガート
謎に拘る犯罪者。犯罪者のデータを流出することで混乱を引き起こしている。
バットマンに隠れ家を発見されるも逃亡している。
マッドハッター / ジャーヴィス・テック
声 - ピーター・マクニコル
不思議の国のアリスの帽子屋に扮する犯罪者。元神経科医。マイクロチップを使って犯罪者達を洗脳し配下にしている。
少女を人質に取り戦うも敗れ警察に逮捕された。
アナーキー
声 - マシュー・マーサー
過激な活動家の青年。理想主義で町の腐敗を一掃することを目論み町中に爆弾を設置する。
バットマンとは意見の不一致で敵対し敗れたのち警察に逮捕された。
カレンダーマン / ジュリアン・デイ
声 - なし
記念日にちなんだ殺しをする犯罪者。ローブ本部長の策略により死刑執行が早まったが、刑務所の暴動に紛れて脱走し行方不明になっている。
ミスター・フリーズ（DLC）
声 - モーリス・ラマーシュ
対寒スーツと氷結ガス放射器を装備した男。元ゴスコープ研究員。病気の妻のためにゴスコープの兵器研究に参加しつつ治療方法を探していたが、社長のボイルに裏切られ復讐のために行動する。バットマンに倒されアーカムアサイラム内の病院に収監された。

### その他
キリギ師匠
声 - カイジ・タング
北朝鮮の山奥に住む戸隠流の忍者。ブルースがバットマンとして活動する前に師事していた人物。
リッキー・「おしゃべり」・ルブラン
声 - スティーヴン・ブルーム
ペンギンの手下。バットマンの活躍により警察に逮捕された。
ジョセフ所長
声 - カリー・ペイトン
ブラックゲート刑務所の所長。ブラックマスクに脅され刑務所に彼らを侵入させてしまう。
ジリアン・B・ローブ
声 - ジョン・ポリト
ゴッサム市警本部長。ブラックマスクなどゴッサム中のマフィアと手を組んで悪事を働いていたが、ジョーカー扮するブラックマスクに毒ガス室に閉じ込められ殺される。
ハワード・ブランデン
声 - クリス・フライズ
警察のSWAT隊リーダーでローブ本部長の片腕でもある汚職警官。ブラックマスクの褒賞金目当てに暴動の鎮圧より、バットマン殺害を優先しようとしている。
ハービー・ブロック
声 - ロバート・コスタンゾ
汚職に手を染めている警官。バットマンの調査によると市民の前では法に則り行動しており更生の可能性ありと見られている。
ヴィッキー・ヴェイル
声 - グレイ・デリスル
ブラックゲート刑務所の脱獄騒動に巻き込まれたジャーナリスト。
アルベルト・ファルコーネ
声 - クィントン・フリン
マフィア組織ファルコーネ一家の重鎮。二重人格者。武器商から手を引くようペンギンにより拘束・拷問を受けている。
ハーリーン・クインゼル
声 - タラ・ストロング
ブラックゲート刑務所に勤務する医師。ジョーカーのセラピーを担当することになる。
フェリス・ボイル（DLC）
声 - スティーヴン・トボロウスキー
ゴズコープ社長。ブルース・ウェインから人道賞を受け取る表彰式中ミスター・フリーズに拉致される。
その中で一連の悪事を暴かれフリーズとバットマンの口を封じようとするも倒され警察に逮捕された。